# Систематическая номенклатура спиртов и фенолов

## Систематическая номенклатураспиртов
Спиртами называют производные углеводородов, содержащие группу (или несколько групп) -ОН, называемую гидроксильной группой или гидроксилом.
По числу гидроксильных групп, содержащихся в молекуле, спирты делятся на одноатомные (с одним гидроксилом), двухатомные (с двумя), трёхатомные (с тремя гидроксилами) и многоатомные.

### Систематическая номенклатура одноатомных спиртов

4-бром-2-метилбутен-3-ол-1

Подобно предельным углеводородам, одноатомные спирты образуют закономерно построенный ряд гомологов с общей формулой CnH2n+1OH.

В зависимости от того, при каком атоме углерода находится гидроксил, различают первичные, вторичные и третичные спирты.
В соответствии с номенклатурой ИЮПАК при построении названия одноатомного спирта к названию родоначального углеводорода добавляется суффикс -ол. При наличии в соединении более старших функций гидроксильная группа обозначается префиксом гидрокси- (в русском языке часто используется префикс окси-). В качестве основной цепи выбирается наиболее длинная неразветвленная цепь углеродных атомов, в состав которой входит атом углерода, связанный с гидроксильной группой; если соединение является ненасыщенным, то в эту цепь включается также и кратная связь, Следует заметить, что при определении номера нумерации гидроксильная функция обычно имеет преимущество перед галогеном, двойной связью и алкилом, следовательно нумерацию начинают с того конца цепи, ближе к которому расположена гидроксильная группа.
Простейшие спирты называют по радикалам, с которыми соединена гидроксильная группа:
```
(СН
3
)
2
СНОН
 — 
изопропиловый спирт
, 

(СН
3
)
3
СОН
 — 
трет-бутиловый спирт
.
```

### Систематическая номенклатура двуатомных спиртов
При названии двухатомных спиртов к названию родоначального углеводорода добавляются номера атомов углерода, связанных с OH-группой и суффикс -диол. Для вицдиолов также возможно применение названия алкена, двойная связь в котором связана со спиртовыми атомами C и суффикс -гликоль, либо префикс диокси-:
```
HO—CH
2
—CH
2
—OH — этилен
гликоль
 (этан
диол-1,2
; 
1,2-диокси
этан) и т. п.
```

### Систематическая номенклатура трёхатомных спиртов

Глицерин

Трёхатомные спирты, называемые также глицеринами, содержат три гидроксильные группы. При названии трёхатомных спиртов к названию родоначального углеводорода добавляется суффикс -триол, либо префикс триокси-:
```
HOCH
2
CH(OH)-CH
2
OH — 
1,2,3-триокси
пропан (пропан
триол-1,2,3
). 
```

Пропантриол-1,2,3 также именуется глицерином.